# 萨珍
萨珍（1959年—），西藏拉萨人，藏族，中华人民共和国政治人物、第十一届全国人民代表大会西藏地区代表。
毕业于江苏省镇江医学院医疗专业，是中共党员。担任西藏自治区第二人民医院检验科主任。2008年起担任全国人大代表。